# Rackelhane (fiske)
Rackelhane är en populär fiskefluga. Den är enkelt konstruerad av polygarn, bindtråd och krok. Namnet härstammar från fågeln rackelhane som är en hybrid mellan tjäder och orre. I Sverige finns även en sportfisketidskrift som heter Rackelhanen.